# Тимофеев, Борис Михайлович
Борис Михайлович Тимофеев (род. 21 ноября 1967, Уфа) — советский и российский хоккеист, российский тренер. Мастер спорта России международного класса по хоккею с шайбой (1993), воспитанник СДЮСШОР ХК «Салават Юлаев».

## Биография
Родился 21 ноября 1967 года в Уфе.
В 1993 году окончил УГАТУ.
С 1989 играл в команде «Авангард» (Уфа). Выступал с 1991 по 2000 год за ХК «Салават Юлаев».
Играл в олимпийской (второй) сборной России на турнире за Приз газеты «Известия» (1992) — .
Бронзовый призёр чемпионата России (1995, 1996, 1997).

### Карьера тренера
Тренер СДЮШОР ХК «Салават Юлаев» (г. Уфа). Тренер МХК «Батыр» (г. Нефтекамск).
Воспитанники: Рафаэль Хакимов, Александр Чиглинцев, Родион Амиров, Шакир Мухамадуллин.